# Белогорский (Кумылженский район)
Белогорский — хутор в Кумылженском районе Волгоградской области России. Административный центр Белогорского сельского поселения. Население 713 чел. (2010).

## География
Расположен в западной части региона, возле административной границы с Ростовской областью, в пределах Хопёрско-Бузулукской равнины, являющейся южным окончанием Окско-Донской низменности, у р. Сухая Елань.
Уличная сеть состоит из семи географических объектов: ул. Демократическая, ул. Заречная, ул. Кузнечная, ул. Новенская, ул. Продольная, ул. Садовая, ул. Центральная.
Абсолютная высота 127 метров над уровнем моря.

## Население
| 2010 |
| ---- |
| 713  |

Гендерный состав
По данным Всероссийской переписи населения 2010 года в гендерной структуре населения из 713 человек мужчин — 346, женщин — 367 (48,5 и 51,5 % соответственно).
Национальный состав
Согласно результатам переписи 2002 года, в национальной структуре населения
русские составляли 87 % из общей численности населения в 711 чел..

## Транспорт
Подъездная дорога «„Жирновск — Рудня — Вязовка — Михайловка — Кумылженская — Вешенская (Ростовская область)“ к х. Белогорский» (идентификационный номер 18 ОП РЗ 18К-5-28) (Постановление Администрации Волгоградской обл. от 24.05.2010 N 231-п (ред. от 26.02.2018) «Об утверждении Перечня автомобильных дорог общего пользования регионального или межмуниципального значения Волгоградской области»).